# Šćitarjevo
Šćitarjevo (do roku 1991 Ščitarjevo) je vesnice v Chorvatsku v Záhřebské župě, spadající pod opčinu města Velika Gorica. V roce 2021 zde žilo 573 obyvatel. Nachází se asi 8 km severovýchodně od města Velika Gorica a 14 km jihovýchodně od centra Záhřebu.
Šćitarjevem prochází župní silnice Ž3068 a lokální silnice L31104. Nedaleko prochází dálnice A3, u Šćitarjeva se však nenachází žádný nájezd (nejbližší je u vesnice Velika Kosnica). Z dálnice je část Šćitarjeva (zejména zdejší kostel) viditelná. Nedaleko Šćitarjeva rovněž protéká řeka Sáva.
Ve vesnici se nachází kostel svatého Martina a pomník bolestného Krista. Šćitarjevo je rovněž známé díky tomu, že se zde nacházejí pozůstatky antického římského města Andautonia, podle něhož byl pojmenován zdejší archeologický park. Je zde rovněž muzeum oblasti Turopolje, v níž se Šćitarjevo nachází.

## Vývoj počtu obyvatel
| 1857                                                   | 1869 | 1880 | 1890 | 1900 | 1910 | 1921 | 1931 | 1948 | 1953 | 1961 | 1971 | 1981 | 1991 | 2001 | 2011 | 2021 |
| ------------------------------------------------------ | ---- | ---- | ---- | ---- | ---- | ---- | ---- | ---- | ---- | ---- | ---- | ---- | ---- | ---- | ---- | ---- |
| 177                                                    | 149  | 183  | 201  | 258  | 267  | 267  | 294  | 310  | 307  | 288  | 302  | 307  | 307  | 442  | 442  | 573  |
| zdroj: sčítání lidu v Chorvatské republice 1857 - 2021 |      |      |      |      |      |      |      |      |      |      |      |      |      |      |      |      |

## Sousední sídla
| Růžice kompasu | Sasi Novaki Šćitarjevski    |            | Drenje Šćitarjevsko | Růžice kompasu |
| Růžice kompasu | Obrezina                    | Sever      | Hrušćica            | Růžice kompasu |
| Růžice kompasu | Obrezina                    | Šćitarjevo | Hrušćica            | Růžice kompasu |
| Růžice kompasu | Obrezina                    | Jih        | Hrušćica            | Růžice kompasu |
| Růžice kompasu | Petina Selnica Šćitarjevska | Črnkovec   | Trnje Lekneno       | Růžice kompasu |